# Hexatoma (Eriocera) dileuca
Hexatoma (Eriocera) dileuca is een tweevleugelige uit de familie steltmuggen (Limoniidae). De soort komt voor in het Oriëntaals gebied.